# Television (band)
Television var en amerikansk punkgruppe, der blevet dannet i 1973 i New York. Selvom bandet aldrig opnåede stor popularitet er de anerkendt som et af de allerførste punk-bands. 
Den New Yorker-baserede punk- og rockgruppe Television nåede aldrig at blive 'the Drug of a Nation'. Ikke desto mindre har gruppens komplicerede og improviserede guitarmusik inspireret en lang række af efterfølgende grupper.
Gruppen blev dannet i de tidlige 70'ere af Tom Verlaine, Richard Hell og Billy Ficca under navnet The Neon Boys. I slutningen af 1973 blev guitarist Richard Lloyd også en del gruppen, der nu skiftede navn til Television. Med Tom Verlaine og Richard Hell som frontfigurer begyndte gruppen at spille på Townhouse Theater i New York, hvor de hurtigt fik opbygget en dedikeret fanskare.
Efter at Tom Verlaine havde samarbejdet med Patti Smith i forbindelse med en digtsamling indspillede Television i 1975 en demo sammen med Brian Eno. Efter demoindspilningen forlod Richard Hell bandet for derefter først at danne The Heartbreakers og senere Richard Hell & the Voidoids.
Der var dog ingen, der ønskede at skrive kontrakt med gruppen, der i stedet startede deres eget selskab Ork Records og udsendte undergrundshittet 'Little Johnny Jewel'.
Dette skaffede Television en kontrakt, og de udsendte i 1977 debutalbummet 'Marquee Moon', der blev rost i pressen og røg ind på den engelske hitliste. Dette skaffede gruppen på turne med Blondie, uden at gruppens popularitet dog steg væsentligt.
I 1978 udsendte gruppen sit andet album 'Adventure'. Atter engang blev Television godt modtaget i England, men det amerikanske marked ignorerede i store træk gruppen. Samtidig med udgivelsen af albummet begyndte der at opstå stridigheder mellem Tom Verlaine og Richard Lloyd, hvilket førte til, at gruppen lod sig opløse kort tid efter.
Efter at have dyrket deres respektive solo-karrierer lod Television sig gendanne i 1991, hvor de udsendte albummet 'Television'. Gruppen blev dog hurtigt opløst igen, for atter at samles i 2001, hvor de spillede en håndfuld koncerter i England og USA. Television har spillet på Roskilde Festivalen i hhv. 1992 og 2002.
Television spillede i København på Daddy's Dance Hall den 15. juli 1977, hvilket formentlig var deres første koncert i Danmark.

## Albums
- 1977: Marquee Moon
- 1978: Adventure (album)
- 1992: Television (album)